# Рентабельность активов
Рентабельность активов (англ. return on assets, ROA) — финансовый показатель, отражающий эффективность использования активов компании для генерации выручки. ROA — один из элементов в модели Дюпон.

## Расчёт
ROA рассчитывается следующим образом:
ROA = Чистая прибыль/Средняя стоимость активов × 100 % ,
где чистая прибыль — показатель отчёта о финансовых результатах, средняя стоимость активов — это сумма активов на начало и на конец года, делённая пополам (рассчитывается на основе показателей баланса).
На практике иногда используются и другие варианты, например:
ROA = Операционная прибыль/Средняя стоимость активов × 100 %
Этот показатель характеризует прибыль, получаемую предприятием с каждого рубля, потраченного на формирование активов. Значения этого показателя имеет смысл сопоставлять только между предприятиями одной отрасли, при план-факторном анализе деятельности компании или при анализе изменения значения показателя во времени.

## Экономическое значение
Сравнение прибыли компании к ресурсам (в отличие от сопоставление прибыли компании с ее выручкой, являющийся ее операционным результатом), используемым для ее генерации, показывает технические возможности существования компании. Данный показатель дает картину о том, как генерируется выручка компании за счет ее инвестированного капитала. Чем выше показатель ROA, тем выше эффективность использования компанией своих ресурсов.
ROA является важным индикатором, используемым аналитиками и инвесторами для сравнения различных компаний при принятии решений об инвестировании. Инвесторы могут использовать ROA для поиска возможностей для инвестиций в акции компаний, поскольку ROA показывает, насколько эффективно компания использует свои активы для получения прибыли.
Стабильный рост ROA в динамике указывает на то, что компания успешно увеличивает свою прибыль с каждым вложенным долларом. Наоборот, постепенное снижение ROA указывает на то, что компания, возможно, чрезмерно инвестировала в активы, которые не смогли обеспечить рост выручки, что может иллюстрировать трудности, с которым сталкивается компания.
Поскольку ROA публичных компаний может существенно различаться и сильно зависит от отрасли, данный индикатор в основном применяется для сравнения компаний из одной и той же отрасли, так как только для компаний из одной и той же отрасли сопоставима база активов. Так, у производителя программного обеспечения на балансе гораздо меньше активов, чем у производителя автомобилей. В результате активы компании-разработчика ПО будут намного ниже, а ее ROA будет намного выше. Кроме того, также целесообразно анализировать динамику ROA во времени для получения представления о том, насколько компания успешна в своей инвестиционной деятельности. Обычно значение показателя в 5% является довольно приемлемым, в то время как значение в 20% - довольно впечатляющим.
Причина, по которой ROA так сильно варьируется между отраслями, заключается в том, что он сильно зависит от структуры капитала и уровня заимствования фирмы. При этом, поскольку структура капитала есть элемент структуры производственных затрат, то и любая стратегия, связанная с увеличением прибыли или продаж, будет зависеть от доступного заимствования, которое сильно различается между отраслями ввиду присущих данным отраслям особых условий, таких как рост и стабильность. Так, в банковской сфере, где заемные средства обычно составляют более 90% всего капитала компании, рентабельность активов будет значительно ниже показателя фирм в обрабатывающей промышленности (поскольку, объём активов в знаменателе выше). При этом, Hall and Weiss показали, что в отраслях, в которых существующий капитал (заимствования) избыточен и как следствие компании имеют низкую долю собственного капитала (поскольку фирмы стремятся в те отрасли, которые имеют наибольший рост и легкий доступ к капиталу), рентабельность активов, как правило, низка, в то время как в отраслях, в которых возможность заимствования ограничена и как следствие компании имеют высокую долю собственного капитала, ROA довольна высока.
Однако, даже в отраслях, в которых имеется избыточный капитал и в которых доля собственного капитала низка, ROA, как правило, также низка. Аналогично, в отраслях с ограниченным доступом к капиталу и высокой долей собственного капитала, ROA, как правило, также высок. При этом, низкое значение ROA в отраслях с высокой долей заемных средств лишь демонстрирует низкий риск в этих секторах. С целью исключения эффекта такого влияния заимствования, некоторые аналитики и инвесторы производят расчет ROA с учетом риска, исключив стоимость приобретения заемного капитала путем обратного добавления процентных расходов к чистой прибыли:
ROA = Чистая прибыль + Процентные расходы × (1 - Налоговая ставка)/Средняя стоимость активов × 100 %
ROA не должен быть единственным определяющим фактором при принятии инвестиционных решений. На практике, данный индикатор является всего лишь одним из многих показателей, применяемых для оценки рентабельности / прибыльности компании наряду с рентабельностью собственного капитала, рентабельностью инвестированного капитала, маржой чистой прибыли / рентабельностью чистой прибыли (отношение чистой прибыли к валовому доходу или выручке), чистой прибылью, рентабельностью применённого капитала, рентабельностью по EBIT (маржой EBIT), рентабельностью по EBITDA (маржой EBITDA), отношением EBITDA к общим активам, отношением EBIT к общим активам.